# Павел Кръстев (Големо Илино)
Вижте пояснителната страница за други личности с името Павел Кръстев.
Павел (Павле) Трайков Кръстев е български революционер, деец на Вътрешната македоно-одринска революционна организация.

## Биография
Кръстев е роден в 1879 година в Големо Илино, Битолско, в Османската империя, днес Северна Македония. Самоук е и работи като търговец. Става войвода на чета в родното си село. Кръстев е в четата на Йордан Пиперката по време на Илинденско-Преображенското въстание, а след смъртта му го замества.